# Малка кротушка
Малката кротушка (Romanogobio uranoscopus) е вид лъчеперка от семейство Шаранови (Cyprinidae).

## Разпространение
Видът е разпространен в Австрия, Албания, Босна и Херцеговина, България, Полша, Република Македония, Румъния, Словакия, Словения, Сърбия, Украйна, Унгария, Хърватия, Черна гора и Чехия.